# Oberwil bei Büren
Oberwil bei Büren – gmina (niem. Einwohnergemeinde) w Szwajcarii, w kantonie Berno, w regionie administracyjnym Seeland, w okręgu Seeland.

## Demografia
W Oberwil bei Büren mieszka 887 osób. W 2020 roku 5% populacji gminy stanowiły osoby urodzone poza Szwajcarią.